# ROSSEM
ROSSEM, oorspronkelijk een backroniem voor Radicale Omvormers en Sociale Strijders voor een Eerlijker Maatschappij, was een Belgische libertaire politieke partij opgericht in 1993 door Jean-Pierre Van Rossem.
Het bovengenoemde backroniem was bij de heroprichting in 2009 niet meer van toepassing, want toen werd de ondertitel: "Libertaire Vrijheid Partij". De leus van de partij luidde: De sleutel voor de toekomst. Aanvankelijk wilde men de partij herdopen tot Partij van de Toekomst (PvdT), maar dat is uiteindelijk niet doorgegaan. De naambekendheid van ROSSEM heeft daartoe de doorslag gegeven.
Het gedachtegoed van ROSSEM beschrijft Van Rossem in zijn boek Libertijnse Breekpunten (uitgave van De Prom, 1992).
Na teleurstellende verkiezingsresultaten werd de partij eind mei 2014 opnieuw opgedoekt.

## Geschiedenis

### Verkiezingen 1991
Met de verkiezingsleuze "Geen gezwijn, stem libertijn" nam de partij deel aan de federale verkiezingen van 24 november 1991. De partij haalde 198.182 stemmen (3,22%), goed voor drie zetels, in de Kamer van volksvertegenwoordigers en 196.052 stemmen (3,2%), goed voor één zetel, in de Senaat. Van Rossem zelf kon zijn zetel in de Kamer van volksvertegenwoordigers echter niet gaan bezetten omdat hij enkele dagen voor de verkiezingen gearresteerd was op verdenking van grootscheepse financiële fraude. Pas op 7 januari 1992 kon hij de parlementaire eed afleggen.
Naast Van Rossem was toneelmaker Jan Decorte een van de verkozenen van ROSSEM voor de Kamer van volksvertegenwoordigers, hoewel hij geen lid van die partij was en zich in de praktijk ook niets van het partijprogramma van ROSSEM aantrok. Toen bij de eedaflegging van koning Albert II Van Rossem de kreet "Vive la république d'Europe, vive Julien Lahaut" uitte, kwam het tot een breuk tussen de royalist Decorte en Jean-Pierre Van Rossem. Decorte zetelde daarna verder als onafhankelijk volksvertegenwoordiger. De derde verkozene was Louis Standaert. De senaatszetel van ROSSEM werd bezet door ondernemer Willy Goossens.

### Breuk
De partij ging in 1993 aan onderlinge meningsverschillen ten onder. Jan Decorte kwam nog wel op bij de volgende nationale verkiezingen van 1995 voor de kleine partij HOERA, maar hij geraakte niet verkozen. Louis Standaert kwam tegelijkertijd op met de partij BANAAN, waarin op dat ogenblik ook Roland Duchâtelet zat, die later de partij Vivant zou oprichten.

### 2009-2014
In 2009 kondigde Jean-Pierre Van Rossem aan dat zijn partij, ROSSEM, in 2011 opnieuw aan de verkiezingen zou deelnemen. Hij contacteerde toen onder meer tv-figuur Luk Alloo als mogelijk boegbeeld voor zijn partij. Dit plan ging evenwel niet door omdat de verkiezingen in 2010 vervroegd plaatsvonden.
Begin 2012 werd (opnieuw) aangekondigd dat ROSSEM nieuw leven zou worden ingeblazen: Van Rossem wilde naar verluidt in 2014 "met een puur economisch programma" naar de kiezer trekken. In Antwerpen wilde de partij eerst zelfs al deelnemen aan de gemeenteraadsverkiezingen op 14 oktober 2012. Van Rossem liet dat plan uiteindelijk varen omdat zijn partij er nog niet klaar voor bleek te zijn.
Eind 2013 zette Van Rossem een stap opzij als voorzitter om zich vanaf dan volledig toe te kunnen leggen op het partijprogramma. Nora Azdad volgde hem op.
In mei 2014 nam ROSSEM deel aan de federale en de Vlaamse verkiezingen, en in elke kieskring diende de partij een lijst in. Nergens kwam ze in de buurt van de kiesdrempel waardoor de partij meteen na die verkiezingen opnieuw werd opgedoekt.

## Partijprogramma
Het programma van de partij bevatte onder meer het zo veel mogelijk terugdringen van de rol van de overheid, gelijke lonen voor man en vrouw, afschaffing van de GAS-boetes, legalisering van cannabis, afschaffing van het B- en C-attest, het bestrijden van armoede, het bouwen van betaalbare woningen en het uit het land zetten van vreemdelingen die een gevangenisstraf van meer dan vijf jaar hebben uitgezeten. ROSSEM was de enige Belgische partij die de 'Universele Verklaring van de Rechten van het Dier' wilde erkennen. Op het vlak van justitie stond de partij voor meer veiligheid, door het verhogen van de strafkans, maar het verlagen van de duur van de straf (tenzij voor geweld) en meer gebruik van de enkelband.